# Boguszycki Potok
Boguszycki Potok (niem. Mühl Bach) – potok o długości 19,29 km lub 19,73 km będącą lewobrzeżnym dopływem Oleśnicy.

## Przebieg
Potok Boguszycki bierze swój początek na wysokości około 230 m n.p.m. na Wzgórzach Twardogórskich w pobliżu wsi Sądrożyce leżącej około 2,5 kilometra na południowy zachód od Twardogóry. Przez pierwsze 3 kilometry płynie w kierunku zachodnim, po czym na wysokości Grabowna Wielkiego zmienia kierunek biegu na południowy. Następnie mija swój pierwszy prawobrzeżny dopływ, potok Roztoczyna (dł. 6 km) i przez kolejne kilka kilometrów płynie częściowo zalesionym terenem w kierunku Miodar. Mijając Miodary przepływa przez tereny wzdłuż Jeziora Boguszyckiego (pow. 14 ha), po czym wpływa do Boguszyc. Następnie płynie w kierunku południowo-wschodnim przez obszary podmokłe i przecina drogę ekspresową S8 w pobliżu przysiółka Gęsia Górka. Po około kilometrze zostaje zasilony przez swój ostatni dopływ – potok Przebrodnia (dł. 4 km). Ostatnią miejscowością położoną nad Potokiem Boguszyckim jest Rzędów. Po minięciu Rzędowa, między Oleśnicą a Spalicami potok uchodzi do będącej dopływem Widawy rzeki Oleśnicy. Ujście znajduje się na wysokości 146 m n.p.m.

## Opis
Według podziału hydrograficznego Polski z 2007 roku Potok Boguszycki jest ciekiem IV rzędu posiadającym trzy główne dopływy V rzędu: potoki Przybrodnia i Roztoczyna oraz dopływ z Boguszyc. Jest najdłuższym dopływem rzeki Oleśnicy. Na obszarze między Miodarami a Gęsią Górką przebiega przez obszar objęty ochroną Natura 2000 "Dolina Oleśnicy i Potoku Boguszyckiego". W jego pobliżu znajduje się kompleks wilgotnych łąk i szuwarów będący naturalnym siedliskiem wielu gatunków roślin i zwierząt m.in. trzepii zielonej, pachnicy dębowej, czerwończyka nieparka, czy kumaka nizinnego. Ponadto w pobliżu potoku stwierdzono występowanie co najmniej dwóch osobników wydry europejskiej. Potok Boguszycki podlega pod obwód rybacki rzeki Widawa nr 3, należący do koła PZW Wrocław. 